# Kiş (Şəki)
Kiş è un comune dell'Azerbaigian situato nel distretto di Şəki. Conta una popolazione di 6 244 abitanti.